# Hubert Murray (homme politique)
Hubert Murray, né le 12 février 1919 à Mascouche et mort le 10 décembre 2000 à Saint-Jérôme, est un ingénieur et homme politique québécois.
Il est maire de Saint-Jérôme de 1956 à 1962 et de 1964 à 1969, et député de l'Union nationale à l'Assemblée nationale du Québec dans la circonscription de Terrebonne de 1966 à 1970.

## Biographie
De 1939 à 1945, Murray est membre du Corps d'entraînement des officiers canadiens à Montréal dans le cadre de la Seconde Guerre mondiale. 
En 1951, il obtient un diplôme d'arpenteur-géomètre.
En 1954, il est élu au conseil municipal de Saint-Jérôme avant d'être élu maire de la ville en octobre 1956. Il restera maire jusqu'en août 1962 et le sera, de nouveau, de novembre 1964 à novembre 1969.
En 1966, il est élu député de Terrebonne à l'Assemblée nationale du Québec sous la bannière de l'Union nationale. Il ne s'est pas représenté en 1970.
Il meurt à l'âge de 81 ans, le 10 décembre 2000 à Saint-Jérôme.